# غميضة (فلم)
غميضة فيلم كوميدي كويتي، عُرض في عام 2024، من تأليف عبد العزيز الحشاش، وإخراج خالد بوصخر.

## القصة
تدور أحداث الفيلم حول قصة مهندس ناجح في عمله، يدعى "طارق" متزوج من "خزنة"، قرر طارق وخزنة تأخير إنجاب أطفال؛ لأن الزوج غير قادر على تحمل هذه المسؤلية الكبيرة حاليًا، كما أنه يحلم من خلال الشركة التي يعمل بها، تنفيذ مشروع أكبر مدينة ملاهي في الكويت، ولا يريد أن يشغله أو يعطله شيء عن تحقيق حلمه. وبسبب وجود حفل زفاف عند صديقة زوجته، تطلب "خزنة" منه أن يوافق على ترك أطفال أختها وصديقاتها معه في المنزل، على أن يقوم برعايتهم والاهتمام بهم حتى يعودوا من الحفل. وبعد موافقة الزوج على طلب زوجته تحدث العديد من المفارقات بينه وبين الأطفال، حيث تضيع الطفلة الرضيعة بينهم خلال لعب الأطفال "الغميضة"، ويبدأ هو والأطفال رحلة البحث عنها بمصاحبة ابن الجيران "خالد"، وتتوالي الأحداث في اطار كوميدي حتى يتم العثور عليها.

## طاقم العمل[3]
- طارق العلي
- عبير أحمد
- فهد باسم
- خالد الشمري
- عبد الله بهمن
- هبة الناجم
- هبة العبسي
- شعبان عباس
- صباح العبادي
- شهاب حاجية
- على العلوي
- هبة الدري
- نواف العلي
- أمينة دشتي.